# Comparatif technique des avions de transport militaire
 (novembre 2015).
- Si vous ne connaissez pas le sujet, laissez ce bandeau (vous pouvez alors contacter les auteurs).
- Si vous supprimez le contenu mis en cause (vous pouvez préalablement contacter les auteurs),

argumentez précisément cette suppression dans la page de discussion
(un manque de référence n'est pas un argument ; une recherche réelle de référence doit avoir été effectuée, être formellement documentée).
Ce tableau dresse un comparatif technique des avions de transport militaire, celui-ci n'est pas exhaustif mais reprend la plupart des modèles largement utilisés par les armées de l'air actuelles.

## Tableau comparatif
| Appareil                   | Antonov An-225 | Antonov An-124 | Lockheed C-5 Galaxy | Antonov An-22 | Boeing C-17  | Xian Y-20     | A330 MRTT                | Iliouchine Il-76 Candid | Antonov An-70 | Airbus A400M | C-130J Super Hercules | C-130 Hercules       | C-160 Transall | Alenia C-27J Spartan | Antonov An-72 | Antonov An-32 | CASA C-295M  | CASA CN-235-300 |
| -------------------------- | -------------- | -------------- | ------------------- | ------------- | ------------ | ------------- | ------------------------ | ----------------------- | ------------- | ------------ | --------------------- | -------------------- | -------------- | -------------------- | ------------- | ------------- | ------------ | --------------- |
| Propulsion                 | 6 réact.       | 4 réact.       | 4 réact.            | 4 turboprop.  | 4 réact.     | 4 réact.      | 2 réact.                 | 4 réact.                | 4 turboprop.  | 4 turboprop. | 4 turboprop.          | 4 turboprop.         | 2 turboprop.   | 2 turboprop.         | 2 réact.      | 2 turboprop.  | 2 turboprop. | 2 turboprop.    |
| Masse Maxi (t)             | 640            | 405            | 380                 | 250           | 259          | 200           | 233                      | 190                     | 133           | 141          | 70,3                  | 70,3                 | 54             | 30,5                 | 34,5          | 27            | 23,2         | 16,5            |
| Longueur (m)               | 84,00          | 69,10          | 75,54               | 57,90         | 53,04        | 47,00         | 59,69                    | 46,59                   | 40,73         | 45,1         | 29,79                 | 29,79                | 32,40          | 22,7                 | 28,07         | 23,78         | 24,5         | 21,40           |
| Envergure (m)              | 88,40          | 73,30          | 67,88               | 64,40         | 51,74        | 45,00         | 60,30                    | 50,50                   | 44,06         | 42,40        | 40,41                 | 40,41                | 40,00          | 28,7                 | 31,89         | 29,20         | 25,81        | 25,81           |
| Hauteur (m)                | 18,10          | 21,08          | 19,85               | 12,53         | 16,8         | 15,00         | 16,9                     | 14,76                   | 16,38         | 14,6         | 11,84                 | 11,84                | 11,78          | 9,64                 | 8,65          | 8,75          | 8,60         | 8,18            |
| Surface cargo (m2)         | 277,25         | 230,4          | 214,6               | 133,6         | 147,2        |               |                          | 89,1                    | 76,4          | 92           | 38,5                  | 38,5                 | 42,5           |                      |               |               |              |                 |
| Volume cargo (m3)          | 1300           | 1 013,76       | 1 200               | 587,84        | 553,63       |               | 475                      | 302,9                   | 313,24        | 340          | 162                   | 162,12               | 126,72         |                      |               |               |              |                 |
| Capacité max. d'emport (t) | 250            | 150            | 131                 | 80            | 77,5         | 66            | 45 ou 50 - 60 (kérosène) | 47                      | 47            | 37           | 30                    | 20,41                | 16             | 11,5                 | 10            | 6,7           | 9,250        | 5,950           |
| Vitesse maximale (km/h)    | 800            | 750            | 918                 | 760           | 930          |               | 880                      | 850                     | 750           | 780          | 671                   | 618                  | 526            | 602                  | 700           | 530           | 576          | 450             |
| Autonomie (km)             | 15 400 (300 t) | 4 800 (120 t)  | 5 520 (136 t)       | 5 000 (80 t)  | 4 492 (77 t) | 10 000 (66 t) | 5 930 (69 t)             | 3 800 (47 t)            | 6 600 (20 t)  | 6 600 (20 t) | 3 334 (15t)           | 4 150 (16 t)         | 1 850 (16 t)   | 1 852 (10 t)         | 4 300         | 2 500         | 2 150 (8 t)  | 2 879 (4 t)     |
| Altitude de croisière (m)  | 11 000         | 12 000         | 10 895              | 7 500         | 13 715       |               | 12 527                   | 12 500                  | 12 000        | 11 278       | 8615                  | 77 (19t)             | 8 500          | 9 144                | 11 800        | 9 500         | 9 100(?)     | 9 145           |
| Distance au décollage (m)  | 3 500          | 2 500          | 2 438               | 1 400         | 2 360        |               |                          | 1 800                   | 1 500         | 1 440        | 953 (26t )            | 1093 (26t), 427 (0t) | 650            |                      | 620           |               | 670          |                 |
| Appareil                   | Antonov An-225 | Antonov An-124 | Lockheed C-5 Galaxy | Antonov An-22 | Boeing C-17  | Xian Y-20     | A330 MRTT                | Iliouchine Il-76 Candid | Antonov An-70 | Airbus A400M | C-130J Super Hercules | C-130 Hercules       | C-160 Transall | Alenia C-27J Spartan | Antonov An-72 | Antonov An-32 | CASA C-295M  | CASA CN-235-300 |